# ولپرایزوو، نبراسکا
ولپرایزوو(به انگلیسی: Valparaiso) شهری در ایالت نبراسکا کشور ایالات متحده آمریکا است که جمعیت آن در سرشماری سال ۲۰۱۰ میلادی، ۵۷۰ نفر بوده‌است.